# پرچم درخت کاج
پرچم درخت کاج  (یا پرچم یک توسل به بهشت ) یکی از پرچم‌هایی بود که در طول انقلاب آمریکا مورد استفاده قرار گرفت. این پرچم که دارای یک درخت کاج با شعار «یک توسل به بهشت» یا کمتر «یک توسل به خدا» بود، در ابتدا توسط یک اسکادران متشکل از شش ناوچه که تحت اختیار جورج واشینگتن به عنوان فرمانده کل قرار داشتند استفاده می‌شد. ارتش قاره‌ای در اکتبر ۱۷۷۵.
درخت کاج نماد سنتی نیوانگلند است. عبارت «توسل به بهشت» در رساله دوم جان لاک در مورد حکومت آمده است، جایی که برای توصیف حق انقلاب استفاده می‌شود.
این پرچم پرچم رسمی دریانوردی مشترک المنافع ماساچوست است، اگرچه فیلم‌نامه در سال ۱۹۷۱ حذف شد. این کشتی توسط کشتی‌های نیروی دریایی ایالتی علاوه بر افراد خصوصی که از ماساچوست قایقرانی می‌کردند، استفاده می‌شد.
استفاده از این پرچم تا دهه ۲۰۲۰ از مد افتاد، زمانی که حامیان دونالد ترامپ، رئیس‌جمهور سابق آمریکا از آن در میان بخش مذهبی کمپین «سرقت را متوقف کنید» استفاده کردند. تا سال ۲۰۲۴، آسوشیتدپرس گزارش داد که پرچم درخت کاج به عنوان «پرچم راست افراطی» توسط گروه‌های ملی‌گرا مسیحی و طرفدار ترامپ که به ادعاهایی مبنی بر دزدیده شدن انتخابات ۲۰۲۰ اعتقاد داشتند و توسط آشوبگران حمل شده بود، استفاده شده بود. در جریان حمله ۶ ژانویه به ساختمان کنگره ایالات متحده.

## طرح

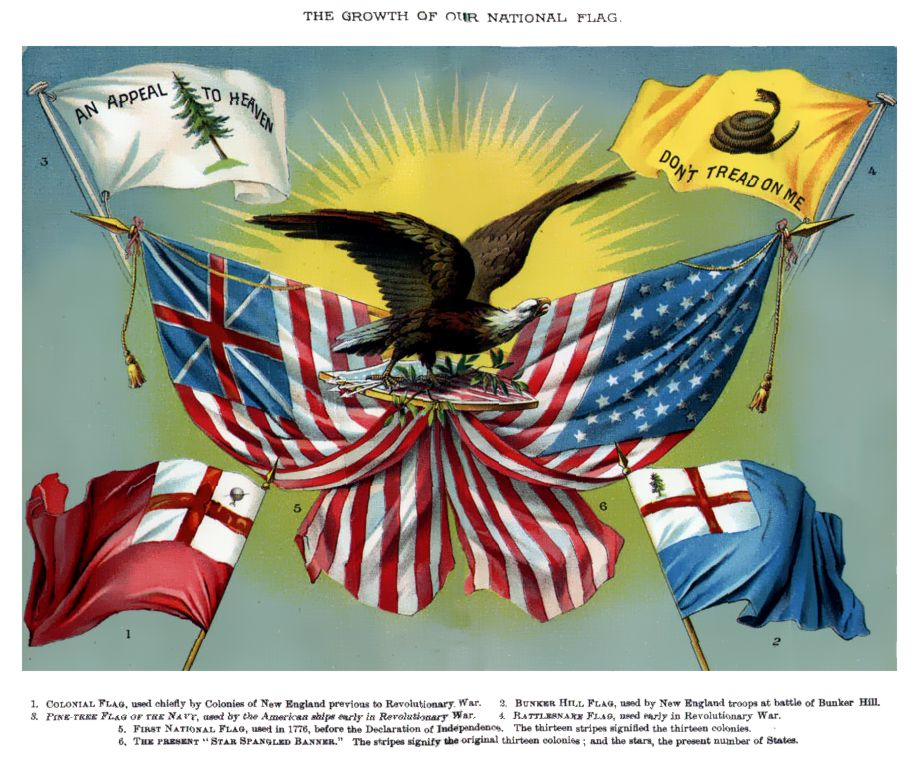
یک کتاب درسی مدرسه آمریکایی که پرچم را در کنار پرچم گاددن، پرچم اتحادیه بزرگ، پرچم استعماری نیوانگلند، پرچم بنکر هیل و پرچم ایالات متحده نشان می‌دهد.

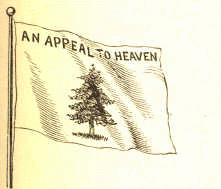
پرچم درخت کاج با شعار «یک توسل به بهشت»

اجرای مدرن پرچم اصلی مین ۱۹۰۱

پرچمی با یک درخت کاج بر روی آن، «پرچم قرمز با صلیب سنت جورج در کانتون با درخت کاج سبز در ربع اول»، در اوایل سال ۱۷۰۴ در نیوانگلند استفاده شد و ممکن است در نبرد بانکرهیل در ۱۷۷۵ به اهتزاز درآمده باشد. همچنین با داشتن یک «زمینه سفید با شعار «یک توسل به بهشت» در بالای درخت کاج ظاهر شده است».
طرح بعدی پرچم توسط دبیر ژنرال واشینگتن، سرهنگ جوزف رید ارائه شد. رید در نامه‌ای به تاریخ ۲۱ اکتبر ۱۷۷۵ پیشنهاد کرد که برای کشتی‌هایی که واشینگتن سفارش داده بود از «پرچمی با زمینه سفید و درختی در وسط و شعارِ یک توسل به بهشت» استفاده شود.
تابستان بعد، در ۲۶ ژوئیه ۱۷۷۶، دادگاه عمومی ماساچوست با قطعنامه‌ای پرچم نیروی دریایی ایالت را تعیین کرد، که در بخشی از آن آمده بود: «... که رنگ‌ها پرچمی سفید، با درخت کاج سبز و کتیبهٔ «توسل به بهشت» باشد.

## نماد درخت کاج
درخت کاج از اواخر قرن شانزدهم در نیوانگلند نمادین بوده است و پیش از ورود مستعمره‌نشینان به این درخت می‌رسد. پس از چندین دهه جنگ، رهبران پنج کشور - سنکا، کایوگا، اونونداگا، اونیدا و موهاوک - سلاح‌های خود را در زیر درختی که بنیانگذار کنفدراسیون ایروکوا، صلح‌ساز بزرگ، در اونونداگا کاشته بود، دفن کردند. «درخت صلح» در مرکز کمربند هیوااتا، کمربند ملی ایروکوا، که به خاطر یاور صلح‌ساز بزرگ، هیوااتا، نامگذاری شده است.
استعمارگران در قرن هفدهم، کاج را به عنوان نمادی بر روی پرچم‌ها و واحد پولی، از جمله انواع پرچم نیوانگلند و ضرب سکه‌های تولید شده توسط مستعمره خلیج ماساچوست از سال ۱۶۵۲ تا ۱۶۸۲ پذیرفتند. تا پیش از جنگ انقلاب، درخت کاج به نماد خشم و مقاومت استعماری و همچنین حمایت چند قبیله‌ای از استقلال تبدیل شد.
کاج سفید شرقی نیوانگلند در صنعت کشتی سازی استعماری به دلیل کیفیت و ارتفاعش مورد توجه بود. پس از ورودشان به پلیموث در سال ۱۶۲۰، زائران شروع به برداشت کاج‌های بومی کردند. دو دهه بعد، آنها شروع به صادرات چوب تا ماداگاسکار کردند.
به دلیل عدم تولید داخلی چوب و واردات از روسیه و سوئد در معرض اختلال، انگلستان یک بند حفظ دکل را در منشور ماساچوست در سال ۱۶۹۱ گنجاند تا از عرضه مطمئن درختان با قطر ۲۴-اینچ (۶۱-سانتیمتر) برای نیروی دریایی سلطنتی اطمینان حاصل کند. نقشه برداران درختان اختصاص داده شده به تاج را با علامت فلش پهن علامت‌گذاری کردند، اما به اصطلاح سیاست تیر پهن هرگز به‌طور مؤثر اجرا نشد و مستعمره نشینان کاج‌های دکل را برای فروش در بازار سیاه قطع کردند.
در استان نیوهمپشایر، اجرای قانون منجر به شورش درخت کاج در سال ۱۷۷۲ شد، جایی که قانونی از سال ۱۷۲۲ در مورد حفاظت از درختان با قطر ۱۲-اینچ (۳۰-سانتیمتر) اجرا شد. پس از جریمه شدن و امتناع از پرداخت هزینه برای داشتن درختانی که با فلش پهن مشخص شده بود، یک صاحب کارخانه نیوهمپشایر به رهبری صاحبان کارخانه‌ها و اهالی شهر به کلانتر و معاونش که برای دستگیری او فرستاده شده بود حمله کرد و به ازای هر درخت یک ضربه شلاق به او زد. صاحبان آسیاب جریمه شدند، گوش‌ها، یال‌ها و دم اسب‌هایشان را بریدند، و در میان جمعیتی مسخره، آنها را به زور از شهر خارج کردند. این شورش تقریباً دو سال قبل از اعتراض مشهورتر حزب چای بوستون و سه سال قبل از شروع خصومت‌های آشکار در نبردهای لکسینگتون و کنکورد روی داد.
طبق افسانه، ماه‌ها قبل از پیشنهاد سرهنگ جوزف رید برای استفاده از کاج، کاج بر روی پرچمی که استعمارگران در نبرد بنکر هیل در ژوئن ۱۷۷۵ به اهتزاز درآوردند استفاده می‌شد، اگرچه این موضوع توسط محققان مدرن مورد مناقشه است. پرچمی که از لحاظ تاریخی پذیرفته شده است، دارای یک میدان قرمز با درخت کاج سبز در گوشه سمت چپ بالا است، همان‌طور که در نقاشی جان ترامبول، مرگ ژنرال وارن در نبرد بنکرز هیل، ۱۷ ژوئن ۱۷۷۵ به تصویر کشیده شده است. به شرطی که رید از پرچم بنکر هیل آگاه بود، سابقه‌ای وجود داشت که کاج را در یک پرچم رزمی دیگر استعماری گنجاند.
با توجه به اهمیت درخت کاج برای مستعمره‌نشینان و از آنجایی که پرچم قرار بود بر فراز کشتی‌های جنگی استعماری به اهتزاز درآید، کاج نمادی مناسب و کنایه‌آمیز ارائه می‌کرد، زیرا بر فراز همان ساختار (دکل‌های کشتی) که بریتانیایی‌ها به دنبال برداشت کاج سفید برای آن بودند پرواز می‌کرد.
پرچم مین، «ایالت درخت کاج»، از سال ۱۹۰۱ تا ۱۹۰۹ یک درخت کاج را در یک مزرعه بوفه با یک ستاره آبی در کانتون نشان می‌داد.

## توسل به بهشت و لاک
عبارت «توسل به بهشت» بیان خاصی از حق انقلاب است که فیلسوف بریتانیایی جان لاک در رساله دوم خود دربارهٔ حکومت به کار برده است. این اثر در سال ۱۶۹۰ منتشر شد و نظریه حق الهی پادشاهان را رد کرد. در فصل ۱۴:
And where the body of the people, or any single man, is deprived of their right, or is under the exercise of a power without right, and have no appeal on earth, then they have a liberty to appeal to heaven, whenever they judge the cause of sufficient moment. And therefore, though the people cannot be judge, so as to have, by the constitution of that society, any superior power, to determine and give effective sentence in the case; yet they have, by a law antecedent and paramount to all positive laws of men, reserved that ultimate determination to themselves which belongs to all mankind, where there lies no appeal on earth, viz. to judge, whether they have just cause to make their appeal to heaven.
آثار عصر روشنگری لاک در موضوع فلسفه حکومت مشهور بوده و توسط رهبران استعماری در دوره ۱۷۶۰–۱۷۷۶ قبل از استقلال آمریکا به‌طور مکرر نقل شده است. نوشته لاک که بیشترین تأثیر را بر فلسفه دولت آمریکا گذاشت، دو رساله حکومتی او بود و برای دفاع از سکولاریزاسیون ساختارهای سیاسی آمریکا به کار رفته است. ریچارد هنری لی، امضاکننده اعلامیه استقلال، اعلامیه را کپی برداری شده از آن اثر می‌دانست. لاک نه تنها یکی از پراستنادترین فیلسوفان سیاسی در دوران تأسیس (۱۷۷۹ تا ۱۷۷۶~) بود، بلکه تنها منبع پراستناد در سال‌های ۱۷۶۰ تا ۱۷۷۶ (دوره منتهی به اعلامیه استقلال) بود.
قبل از پیشنهاد سرهنگ رید و دادگاه عمومی ماساچوست که پرچم درخت کاج را به عنوان معیار نیروی دریایی ماساچوست تعیین کند، کنگره استانی ماساچوست در چندین قطعنامه از «یک توسل به بهشت» یا عبارات مشابه استفاده کرده بود، پاتریک هنری در کتاب آزادی یا مرگ. سخنرانی، و دومین کنگره قاره‌ای در اعلامیه علل و ضرورت به دست گرفتن سلاح. متعاقباً، این عبارت دوباره توسط دومین کنگره قاره ای در اعلامیه استقلال استفاده شد.

## استفاده مدرن
این پرچم تا دهه ۲۰۲۰ در هاله‌ای از ابهام فرورفت، جایی که به عنوان نمادی از ناسیونالیسم مسیحی و حمایت از رئیس‌جمهور دونالد ترامپ و کمپین «سرقت دزدی» او در میان گروه‌های راست افراطی تلقی شد. از آن به عنوان «نماد افراط گرایی راست» و «پرچم راست افراطی» یاد شده است. در سال ۲۰۲۱، این پرچم توسط چندین شرکت کننده در قیام ۶ ژانویه در ساختمان کنگره ایالات متحده به اهتزاز درآمد، جایی که نشان دهنده ناسیونالیسم مسیحی بود.
در سال ۲۰۲۳، این هواپیما در خانه تعطیلات ساموئل آلیتو قاضی دادگاه عالی نیوجرسی پرواز کرد. آلیتو از اظهار نظر خودداری کرد. همچنین بیرون از دفتر سخنران مایک جانسون در ساختمان اداری کانن هاوس در واشینگتن دی سی آویزان است. جانسون ادعا می‌کند که تا زمانی که به یاد دارد از این پرچم به دلیل استفاده از آن توسط واشینگتن استفاده کرده است و نمی‌دانست که این پرچم با کمپین «سرقت را متوقف کنید» مرتبط است.